# Fertőmeggyes
Fertőmeggyes (németül Mörbisch am See, horvátul Merbiš) község Ausztriában, Burgenland tartományban, a Kismartoni járásban. Nevét onnan kapta, hogy területe meggyfában gazdag volt.

## Fekvése
Kismartontól (Eisenstadt) 20 kilométerre keletre, a Fertő nyugati partján fekszik, közvetlenül a magyar határ mellett. Kismarton felől az osztrák B52-es úton érhető el, Magyarország irányából pedig Fertőrákoson keresztül, a 8526-os vagy a 8527-es úton, majd az azok folytatásaként, de már számozatlanul húzódó fertőmeggyesi országúton.

## Története
A régészeti leletek tanúsága szerint területén már a kőkorszakban is éltek emberek. Ezt bizonyítják az itt talált kőszerszámok, majd a későbbi időkből a bronzkori sírok és kelta használati eszközök. A római kor legnevezetesebb maradványa az országhatáron, de már magyar területen álló Mithrász-szentély, melyet közös magyar-osztrák együttműködéssel újítottak fel.
A mai települést 1254-ben "possessio Megyes" néven említik először. Valószínűleg határában a mai Katzendorf-hegy környékén állt egykor Macskakő vára, melyet 1244-ben említenek először. A 15. században rabló cseh lovagok központja volt és 1465-ben pusztult el. Ma nyoma sincs.
Fertőmeggyes  1300 körül a Gutkeled nemzetség birtoka volt. 1331-ben már állt Alexandriai Szent Katalin tiszteletére szentelt temploma. 1385-ben Mária királynő Sopron városának adományozta. 1485-ben felépült a Szent Ulrich tiszteletére szentelt templom. A falakkal nem védett települést 1529-ben a török könnyedén elpusztította. A jobbágyság is megkeserítette a meggyesi parasztok életét, akik nem tudták fizetni Sopronnak a rájuk kirótt magas adókat, így 1598-ban és 1713-ban is fellázadtak a város uralma ellen. A 16. század második felében lakói evangélikusok lettek, de a 17. században egy részük visszatért a katolikus hitre. A két vallás hívei között állandó összeütközések voltak. 1683-ban bécsi hadjárata során a török újból elpusztította. 1705 és 1709 között többször a kuruc hadak dúlták fel. Az 1781-ben bevezetett türelmi rendelet konszolidálta a két vallás közötti ellentéteket a többségi evangélikus hívek és a katolikusok között. A község lakosainak háromnegyede ma is evangélikus. 1862-ben a jobbágyfelszabadítás bevezetésével megszűnt a Soprontól való több évszázados függőség és ez kedvezően hatott a falu gazdasági életére.
Vályi András szerint "MEGYGYES. Mörbis. Német falu Sopron Várm. földes Ura Sopron Városa, lakosai katolikusok, és evangelikusok, fekszik Rákoshoz közel, mellynek filiája, Sopronhoz 1 2/3 mértföldnyire, határja jobban hegyes, mint síkos, terem búzát, rozsot, árpát, zabot, bora nevezetes, erdeje is van, és Fertő tavában nádgya elég."
1910-ben 1834, túlnyomóan német lakosa volt. A trianoni békeszerződésig Sopron vármegye Soproni járásához tartozott. A település a trianoni és saint germaini békeszerződések értelmében 1921. november 14-én került osztrák kézre. Az osztrák birtokbavételt egy kis létszámú magyar szabadcsapat a Rusztról bejövő út elfoglalásával még megpróbálta megakadályozni, de az osztrák túlerő hatására kénytelenek voltak visszavonulni.
A második világháború idején a község sokat szenvedett az orosz csapatok túlkapásaitól, akik teljesen kifosztották lakosait. A legtöbben mindenüket elveszítették. A község újra felvirágzásában kiemelkedő szerep jutott a bornak, mint legfontosabb kereskedelmi árunak. A bortermelés ma is a lakosok nagy részének ad megélhetést. A turizmus fellendülése 1952-ben kezdődött. 1954 és 1957 között a tó feltöltésével épült meg a Fertő tavi mesterséges strand. 1957-ben rendezték meg első ízben a Fertőmeggyesi Ünnepi Játékokat, amely a települést messze külföldön is híressé tette.

## Gazdaság
Üdülőhely, kikötője, strandja van. Híres borairól is.

## Nevezetességei
- A Szent Kereszt Felmagasztalása tiszteletére szentelt római katolikus temploma a 15. században épült, de az eredeti templomból már csak a torony áll. Mai formáját 1834-ben az átépítés után nyerte el. 1962-ben renoválták.
- Evangélikus temploma 1792-ben épült, 1967-ben restaurálták.
- 1957-óta itt a tóparti színpadon (Seebühne) rendezik a Burgenlandi Ünnepi Hetek (Seefestspiele Mörbisch) operettelőadásait.  (Intendáns 1993–2012: Harald Serafin. Igazgatása alatt az évi nézőszám  67.000-ről 200.000 fölé nőtt)
- Jellegzetes városképi elem az udvarköz (Hofgasse), amely a lakótelkek sokszoros megosztásából (ezek végeredményben általában nyolcadtelkek voltak) származik. 2001 óta az UNESCO Világörökség védelme alá tartozik.

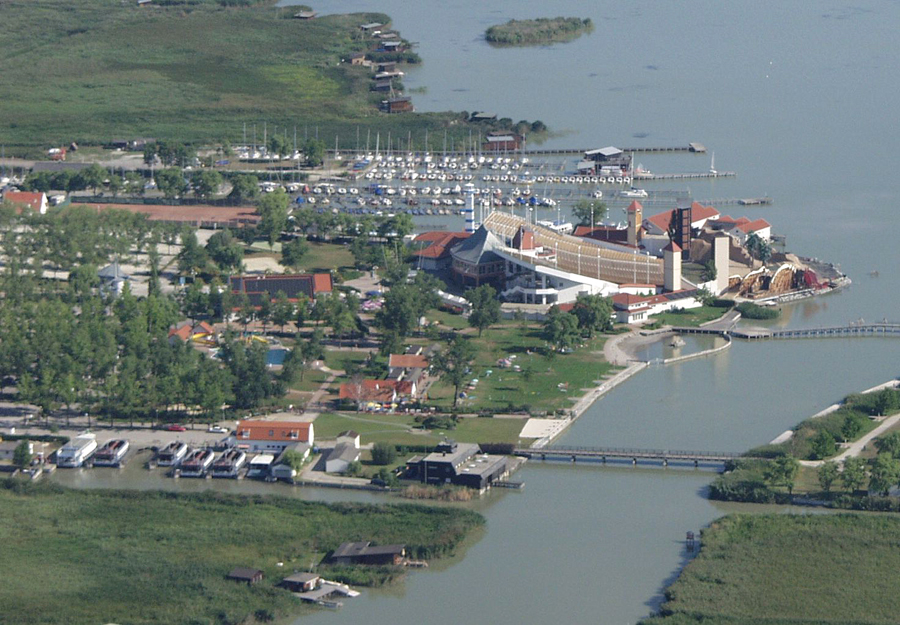
Víziszinpad
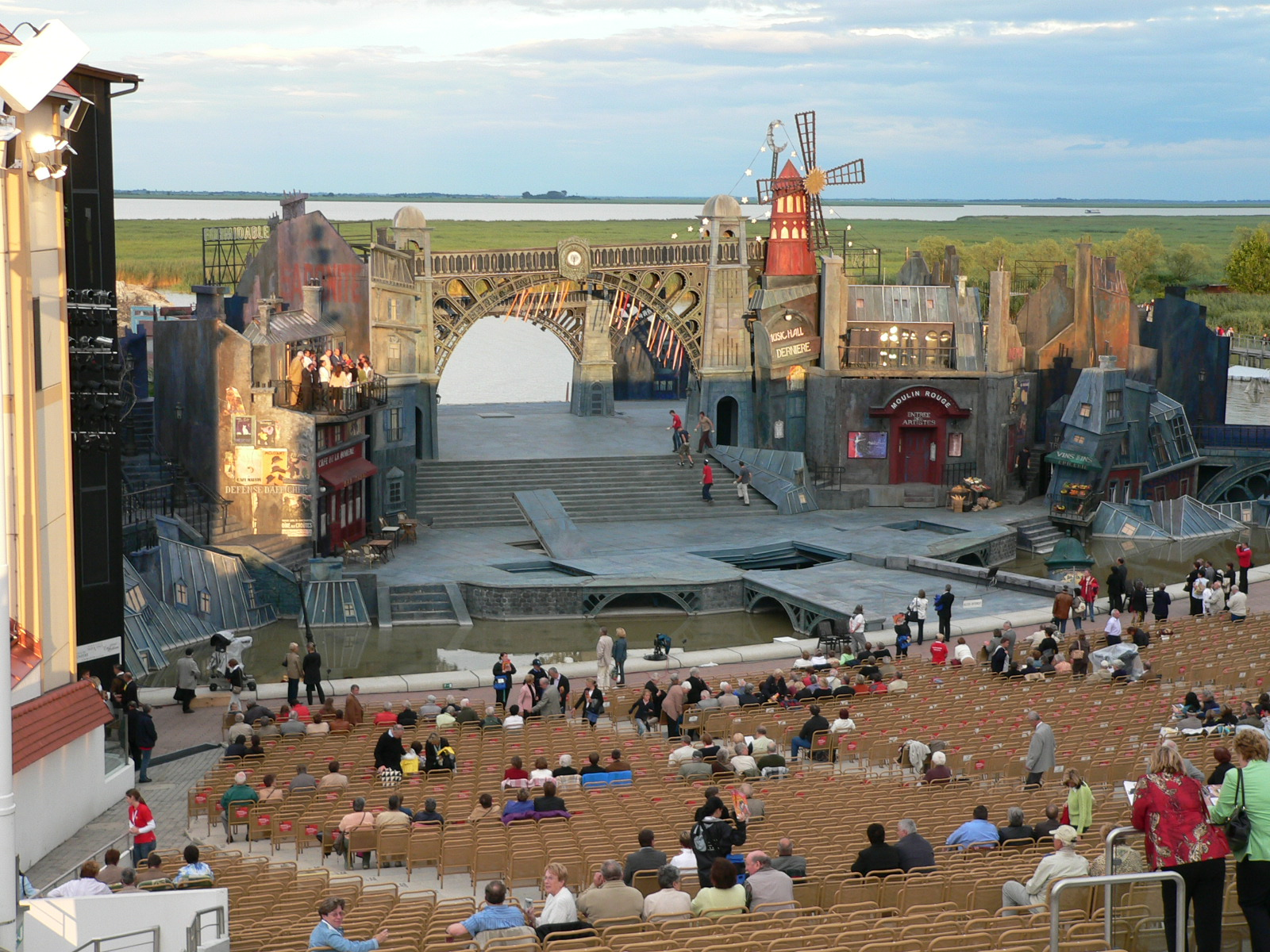
A Fertő-tóra épült színpad
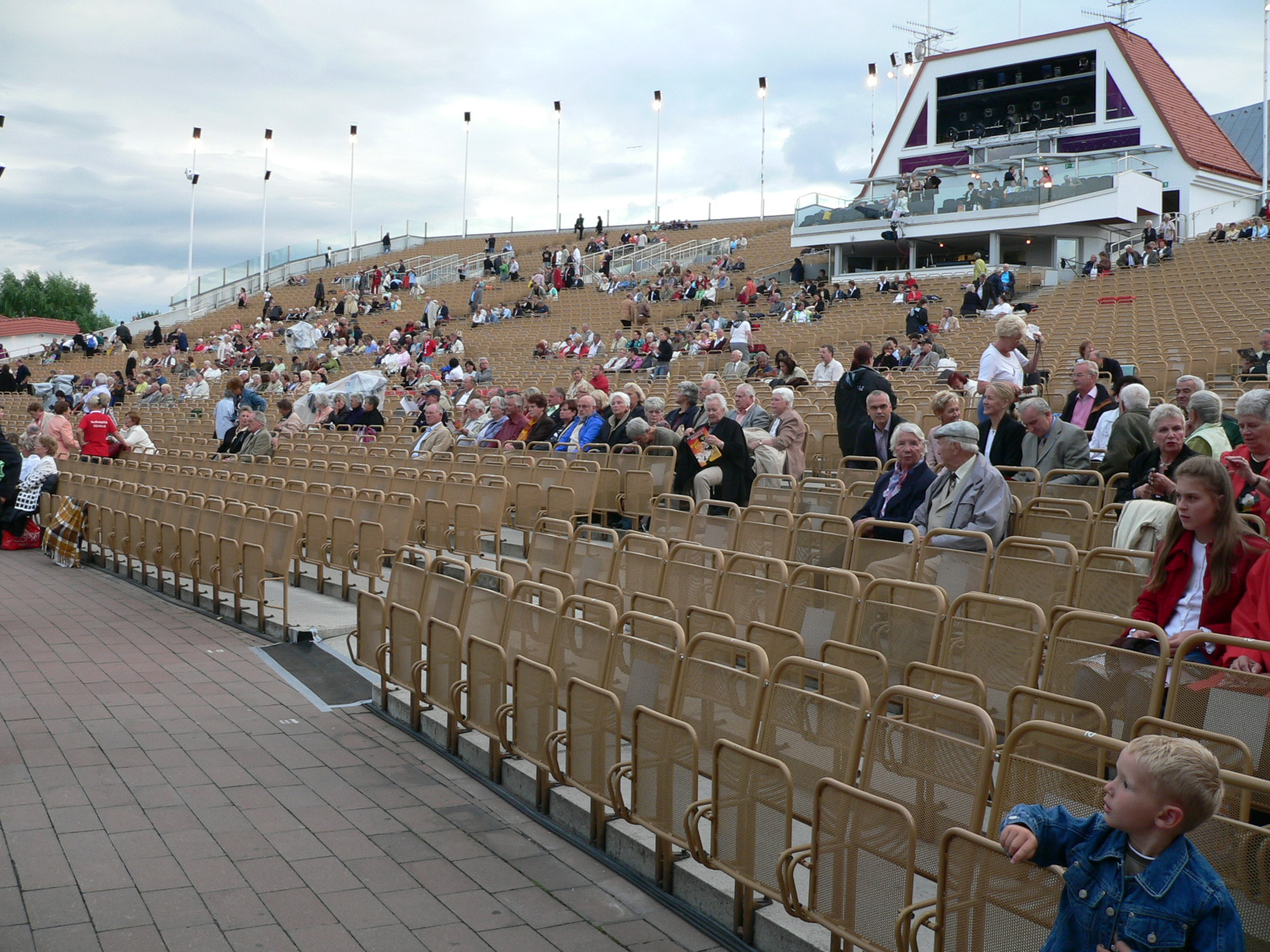
A 6000 férőhelyes nézőtér
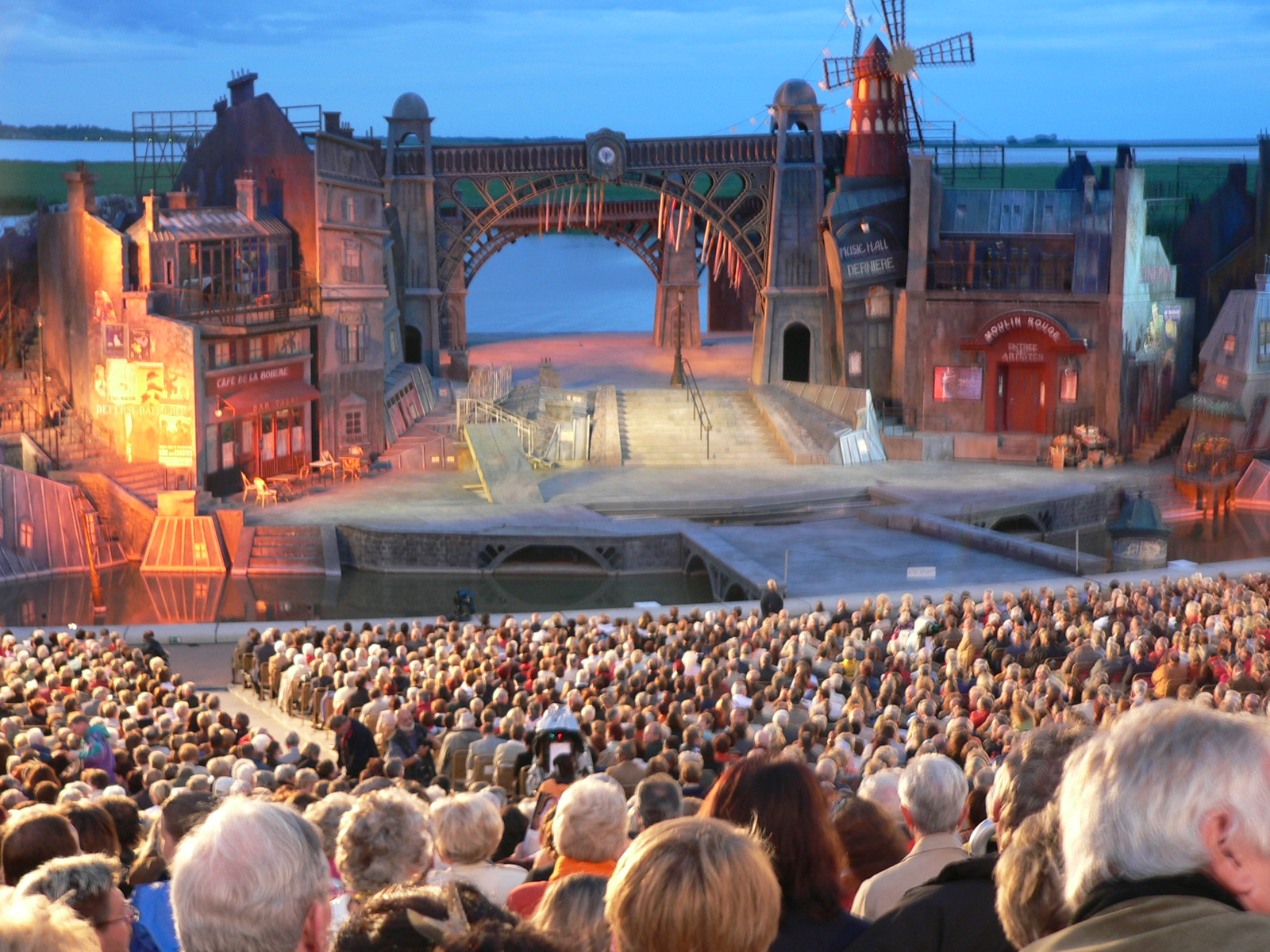
A Luxemburg grófja előadása (2006)

## Külső hivatkozások
- Hivatalos oldal (németül) és (magyarul)
- Információk Archiválva 2005. február 9-i dátummal a Wayback Machine-ben (németül)
- Fertőmeggyes – Lutheran.hu
- A nyári operettfesztivál (Seefestspiele Mörbisch) honlapja (németül)
- Magyar katolikus lexikon (magyarul)
- a Mithras-szentély (magyarul)